# Maynard James Keenan
Maynard James Keenan, vlastním jménem James Herbert Keenan (*17. dubna 1964 Ravenna, Ohio, USA), je americký rockový zpěvák, skladatel, hudebník a producent.
Je členem hudebních skupin Tool, A Perfect Circle a Puscifer.
Po ukončení vojenské služby na počátku 80. let navštěvoval College of Art and Design v Grand Rapids. V roce 1988 se přestěhoval do Kalifornie, kde v roce 1990 založil skupinu Tool. Kromě hudby se zabývá např. pěstováním vína, je majitelem vinařství Merkin Vineyards a Caduceus Cellars v Arizoně.